# IdeaPocket
IdeaPocket es un estudio de cine pornográfico japonés.

## Historia
IdeaPocket se separó de la corporación Attackers y se fundó como entidad independiente en 2002 bajo el paraguas del grupo de empresas Hokuto Corporation. Anteriormente había sido una etiqueta independiente utilizada en obras producidas por el estudio Attackers en su serie Angel de vídeos de cosplay para distinguirlas de las películas de violación simulada más hardcore producidas para el sello Attackers Shark. El primero de los vídeos Angel, publicado en diciembre de 1998, estaba protagonizado por la actriz Ryo Hitomi, mientras que en una entrega posterior de la serie aparecía la AV Idol Sally Yoshino. 
Más tarde se añadieron otras etiquetas y la empresa tiene ahora la reputación de ser uno de los mejores estudios de la industria japonesa de vídeos para adultos que combina altos valores de producción y buenas actuaciones.
El sitio web de la empresa tiene una audiencia que procede casi en un 79% de Japón y en torno a un 3% de Hong Kong, Estados Unidos e Indonesia. IdeaPocket publica entre 17 y 18 vídeos al mes, entre obras originales y recopilaciones, y la gran distribuidora japonesa de vídeo en línea DMM (parte de Hokuto Corporation) tenía una lista de más de 1 200 títulos en DVD y casi 450 en VHS disponibles bajo el nombre de IdeaPocket a mediados de 2010.
Varios de los nuevos vídeos del estudio también se han lanzado en formato Blu-ray. IdeaPocket lanzó su primer vídeo en 3D, 3D Mayu Nozomi (3D 希美まゆ), protagonizado por Mayu Nozomi, el 1 de septiembre de 2011. En abril de 2013, IdeaPocket inició una relación de trabajo con la promoción de lucha libre profesional Union Pro Wrestling, que dio lugar a la introducción del título del Campeonato Mundial Aipoke.
En la actualidad, la empresa vende la mayor parte de sus contenidos a través de su sitio web oficial y de las plataformas DMM y Fanza de Hokutu Corporation, generando cientos de millones en ventas en todo el mundo. De hecho, muchos fans han llegado a pedir a la empresa que incorpore subtítulos a sus vídeos para mejorar la experiencia de visionado.

### Premios Moodyz
El estudio comenzó a participar en la ceremonia de fin de año de los Premios Moodyz a partir de 2004. En la edición de 2005, el estudio entregó premios a parte de su propio personal, pero de 2006 a 2008 IdeaPocket compitió por los premios con otras empresas asociadas a Hokuto Corporation. En 2008, el vídeo de IdeaPocket High School Girl and Sex with Rion Hatsumi ganó el premio al Mejor título.

### AV Grand Prix
IdeaPocket fue una de las empresas participantes en el concurso AV Grand Prix de 2008 con su vídeo Shimiken's Private 7 FUCK protagonizado por el actor Ken Shimizu y las actrices Chihiro Hara, Mangetsu Sakuragawa, Nene, Kaede Akina, Natsuki Sugisaki, Yua Aida y Marin. El vídeo se llevó el premio al mejor vídeo variado. El estudio participó en el Gran Premio AV de 2009 con una recopilación de varias actrices, GAL CIR 3, que recibió un "Premio especial - Vídeo variado" en el concurso.

## Actrices
Algunas AV Idols que han actuado para IdeaPocket han sido:
- Yua Aida
- Hotaru Akane
- Tsubasa Amami
- Minami Aoyama
- Azusa Ayano
- Sarasa Hara
- Akie Harada
- Rion Hatsumi
- Minori Hatsune
- Honoka
- Bunko Kanazawa
- Kaho Kasumi
- Aino Kishi
- Jessica Kizaki
- Meguru Kosaka
- Ichika Kuroki
- Miho Maeshima
- Miyu Misaki
- Nozomi Momoi
- Mina Nakano
- An Nanba
- Kaho Shibuya
- Riko Tachibana
- Akira Watase
- Sally Yoshino
- Akiho Yoshizawa
- Tina Yuzuki (Rio)
- Kana Momonogi
- Airi Kijima
- Sakura Momo
- Akari Tsumugi
- Kaede Karen
- Nanami Misaki